# Alfonso Grados Bertorini
Alfonso Grados Bertorini (* 27. April 1925 in Pisco, Ica; † 4. Oktober 2010 in Lima) war ein peruanischer Journalist und Politiker.

## Biografie
Nach dem Besuch des Primer Colegio Nacional del Perú de Nuestra Señora de Guadalupe begann er 1940 ein Studium der Geisteswissenschaft und Rechtswissenschaft an der Universidad Nacional Mayor de San Marcos. Später wurde er Journalist und war zwischen 1950 und 1960 bei der Tageszeitung La Prensa tätig und während dieser Zeit auch Begründer der Föderation peruanischer Journalisten (Federación de Periodistas del Perú (FPP)). Bekanntheit erreichten insbesondere sein fußballerischen Sportberichterstattungen in La Prensa, die er unter dem Pseudonym Toribio Gol verfasste.
1961 wurde er Mitarbeiter der Interamerikanischen Entwicklungsbank (IDB) in Washington, D.C. Nach seiner Rückkehr nach Peru wurde er von Präsident Fernando Belaúnde Terry 1968 zum Arbeitsminister ernannt, allerdings konnte er dieses Amt nicht mehr antreten, da der Präsident am 2. Oktober 1968 durch einen Putsch gestürzt wurde und das Militär unter General Juan Velasco Alvarado die Macht übernahm.
Im Anschluss wurde er wieder Mitarbeiter der IDB und war zunächst Assistent des damaligen chilenischen Präsidenten der IDB, Felipe Herrera. 1970 wurde er dann Geschäftsführer in der Verwaltung und schließlich 1972 Repräsentant der IDB in Argentinien.
Am 28. Juli 1980 wurde er als Parteiloser von Präsident Belaúnde Terry zum Minister für Arbeit und Beschäftigungsförderung (Ministro de Trabajo y Promoción Social) in dessen Kabinett berufen und übte dieses Amt bis zum 27. Juli 1983 aus. Während dieser Zeit rief er die sogenannten Comisión Tripartita ins Leben, die aus Arbeitgebern, Arbeitnehmern und Regierung bestand, und Probleme auf dem Arbeitsmarkt behandeln und lösen sollte.
1984 kandidierte er als Vertreter der Acción Popular für das Amt des Bürgermeisters von Lima, unterlag jedoch dem sozialistischen Gegenkandidaten Alfonso Barrantes Lingán.
1986 wurde er zum Botschafter in Argentinien ernannt und war darüber hinaus auch mehrfach Teilnehmer an offiziellen Delegationen der Interamerikanischen Entwicklungsbank. 1990 erfolgte seine Ernennung zum Mitglied im Beraterstab des Präsidenten für Angelegenheiten der Integration.
1995 wurde er schließlich als Kandidat der 1994 vom ehemaligen Generalsekretär der Vereinten Nationen Javier Pérez de Cuéllar gegründeten Unión por el Perú zum Mitglied des Kongresses (El Congreso de la República del Perú) und gehörte diesem bis 2000 an. Während dieser Zeit arbeitete er an 68 Gesetzesprojekten mit, die sich insbesondere mit arbeits- und sozialrechtlichen Themen befassten.

## Veröffentlichungen
Grados Bertorini verfasste auch mehrere Bücher, die sich mit politischen Themen beschäftigten. Zu seinen wichtigsten Veröffentlichungen zählen:
- Hacia la concertación social, lineamientos para una política laboral en un régimen democrático, Lima, 1981.
- La deuda, el FMI, y el desarrollo, Lima, 1984.
- La concertación social en América Latina, Instituto Internacional de Estudios Laborales, 1985.